# 多余人

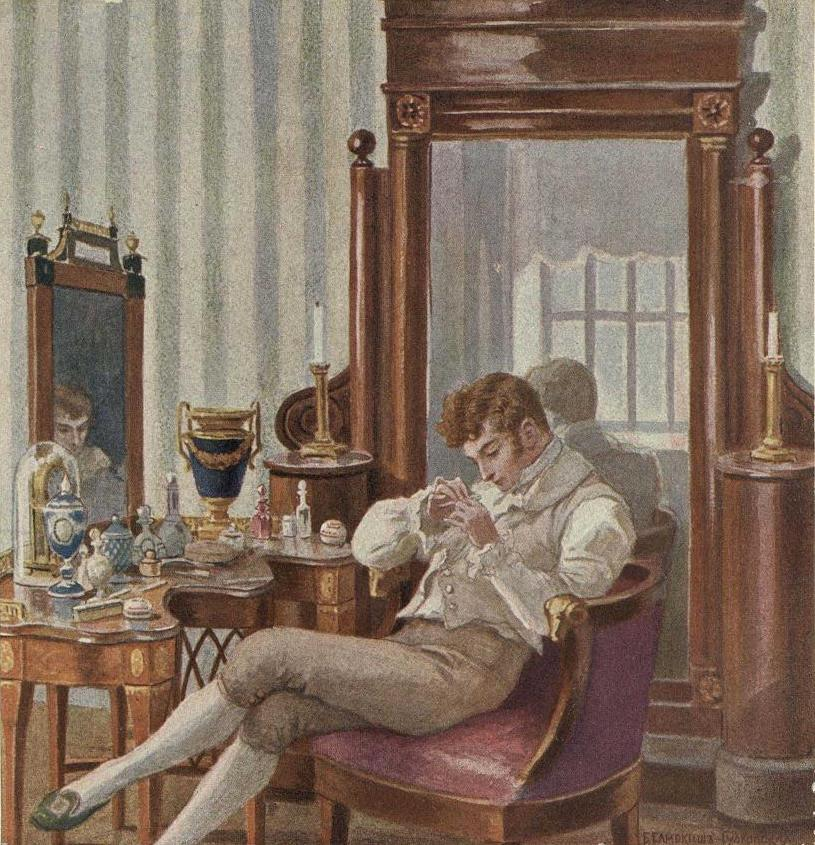
叶甫盖尼·奥涅金插图

多余人 （俄语：лишний человек）是俄国文学中的一个概念。1850年伊万·屠格涅夫发表了中篇小说《一个多余人的日记》以日记的形式记录一个即将死亡的人对一生的回忆，之后评论界就以“多余人”一词来描绘具有类似性格的主人公。多余人通常指的是一批受过西化教育的青年贵族知识分子，他们有改变俄国的理想，对农奴制和宗法制不满，但缺少改变社会的行动，而是专注于决斗、赌博、享受，无所作为地活着。
典型的多余人形象：
- 普希金的《叶甫盖尼·奥涅金》中的主人公奥涅金，被认为是俄国文学中的第一个“多余人”形象。
- 莱蒙托夫的《当代英雄》的主人公毕巧林。
- 屠格涅夫的《罗亭》的主人公罗亭，罗亭接受过启蒙思想的影响，信仰科学，关心现实，具有追求崇高的人生目标和决心；他热情洋溢、才思敏捷，能感染人、吸引人。他虽然具有过人的天赋和才智，但总是停留在纸上谈兵阶段，直到小说的最后，他才参与了斗争实践。
- 赫尔岑的《谁之罪》里的别尔托夫。
- 冈察洛夫的《奥勃洛莫夫》的主人公奥勃洛莫夫，被认为是多余人形象的极致，也是多余人发展到最后的结果。奥勃洛莫夫善良，正直，对令人窒息的现实不满，但他不想有任何行动，宁可享受躺在床上的安静生活。

维萨里昂·别林斯基认为尼古拉一世的保守政策使得大量受过良好教育的年轻人无法进入政府机构任职，导致了他们怀才不遇，只能被动地生活。尼古拉·杜勃羅留波夫则将多余人归结为农奴制的副产品，学者大卫·佩特森称他们为“无家可归者”。
虽然多余人的形象多出现在1840-1860年代，但由于它反映了俄国知识分子的一部分共性，19世纪后期及20世纪的俄国文学里还存在着一些具有多余人性格的人物，比如列夫·托爾斯泰的《战争与和平》中的皮埃尔·别祖霍夫、费奥多尔·陀思妥耶夫斯基的《白痴》中的梅诗金公爵和安东·契诃夫小说中的人物。